# Jacques Villon

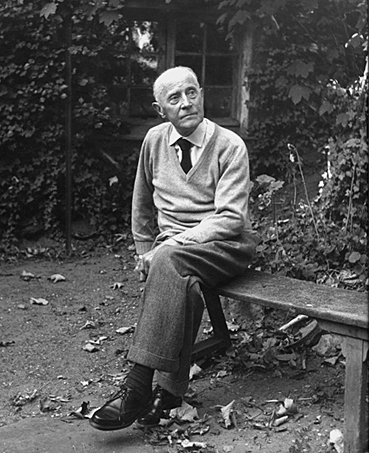
Jacques Villon

Jacques Villon (Damville, 31 juli 1875 – Puteaux, 9 juni 1963) was een Frans kunstschilder. Zijn eigenlijke naam was Gaston Duchamp.
Duchamp was de oudste uit een kunstenaarsgezin van zes kinderen, waaronder zijn broers Raymond Duchamp-Villon, beeldhouwer, Marcel Duchamp, schilder, en zijn zus Suzanne Duchamp, schilderes. In 1894 nam Gaston als pseudoniem de naam over van zijn geliefde dichter. Hij liet zich voortaan Jacques Villon noemen.
Hij gaf heel jong zijn studies in de rechten op, om de artistieke weg op te gaan. Hij kreeg een eerste tekenopleiding in Montmartre, in het atelier van Fernand Cormon, waar hij Henri Toulouse-Lautrec ontmoette. Invloeden van deze, van Théophile Steinlen, van Jean-Louis Forain of van de Nabis ontgingen Villon niet.

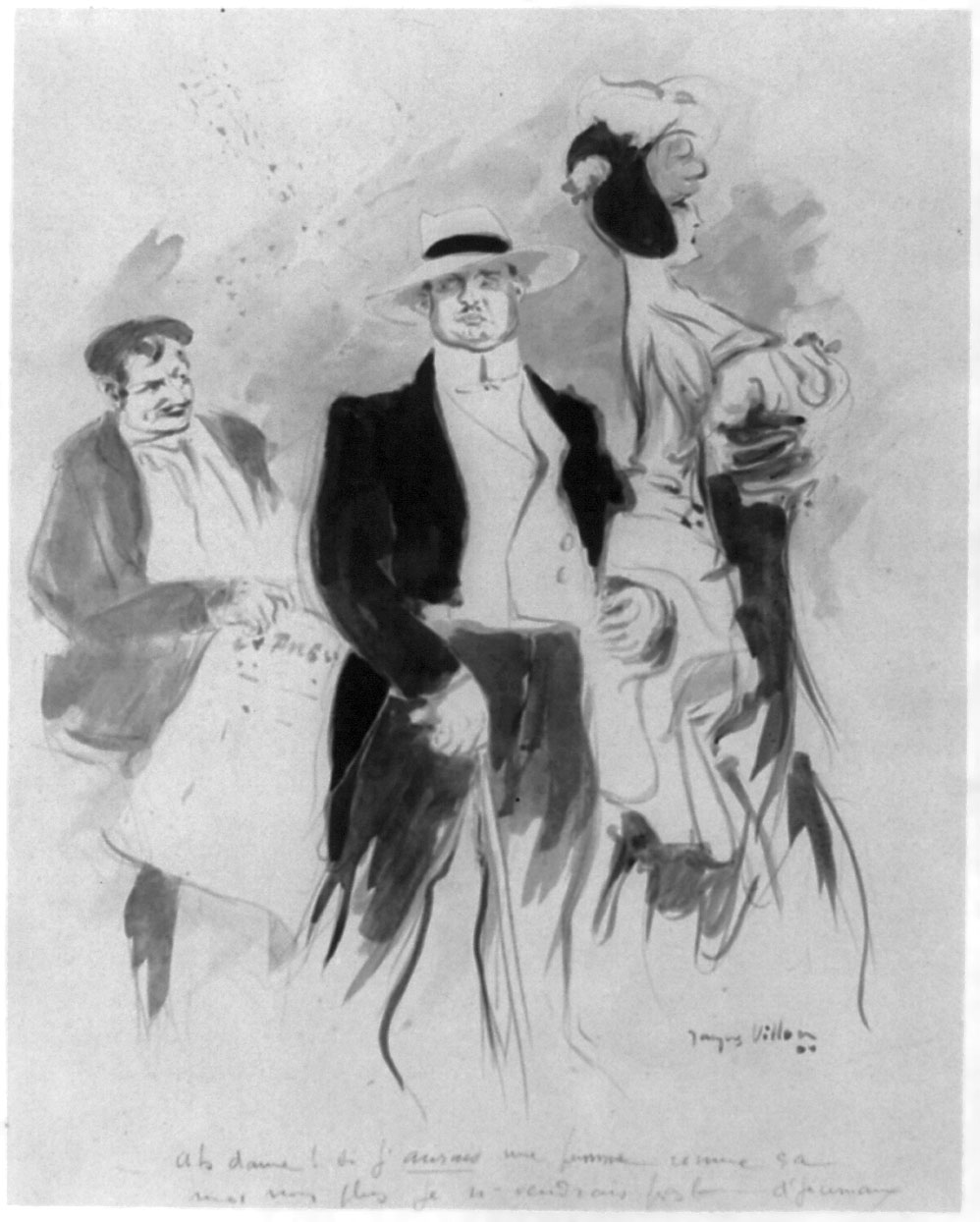
Ah dame!
(1904)

In 1906 vestigde hij zich in Puteaux en waagde hij zich aan een voorzichtig cézanniaans kubisme. In het atelier van Puteaux ontpopte Villon zich vanaf 1911 als de voortrekker van de Section d'or-groep, met zijn broers, met Albert Gleizes, met František Kupka, met Albert Metzinger, met Francis Picabia en met Fernand Léger. Binnen deze Puteaux-groep vierde een synthetisch kubisme hoogtij. In 1912 werden al zijn ingebrachte doeken verkocht aan het Amerikaanse publiek op de Armory Show.

Glas-in-lood ramen van Jacques Villon in de kathedraal van Metz

In 1956 kreeg hij de opdracht tot het uitwerken van de kartons voor 5 glasramen in de Sacré-Coeur-kapel van de kathedraal van Metz.
Villon noemde zichzelf Cubiste impressionniste (impressionistisch kubist). Hij overleed op 87-jarige leeftijd.

## Werk in openbare collecties (selectie)
- Rijksmuseum Amsterdam[1]

- Auckland Art Gallery Toi o Tāmaki: 1676
- Biblioteca Nacional de España: XX1124259
- Bibliothèque nationale de France: cb11928415b (data)
- Gemeinsame Normdatei: 118768506
- International Standard Name Identifier: 0000 0001 0884 6287
- KulturNav: b1e7f0dd-0338-410f-96b3-5d02b571a0de
- Library of Congress Control Number: n50014470
- Base Léonore: 19800035/408/54554
- Musée national d'archéologie, d'histoire et d'art: lkl000963
- National Gallery of Victoria: 3379
- Nationale Bibliotheek van Tsjechië: jn20030617004
- Nationale Bibliotheek van Israël: 987007300649305171
- Nederlandse Thesaurus van Auteursnamen: 069117748
- PIC: 455
- RKD-Nederlands Instituut voor Kunstgeschiedenis: 101921
- LIBRIS: 99896
- SNAC: w66t0nrp
- Système universitaire de documentation: 05056174X
- Museum of New Zealand Te Papa Tongarewa: 4134
- Trove: 1003383
- Union List of Artist Names: 500003616
- Virtual International Authority File: 32004174
- WorldCat: E39PBJtMmbf9BkVRWpTJWhx4bd